# احد قضائی
احد قضائی (زادهٔ ۱۳۲۹ در اردبیل) نمایندهٔ حوزهٔ انتخابیهٔ اردبیل در دورهٔ پنجم مجلس شورای اسلامی بوده‌است.